# Cerro Ñuble
Cerro Ñuble es un pequeño cerro ubicado al norte de la comuna de Coihueco, en Chile.
A sus pies se ubica el Río Ñuble, de ahí su nombre. Es conocido por el grave incendio que sufrió el año 1997 en donde murieron 3 personas y se quemaron más de 30 hectáreas.
Su altura máxima es de 212 metros y se puede subir a pie o en vehículo, por un camino de ripio, los pueblos más cercanos son Cachapoal, por el norte, y Flor de Quihua, por el noreste.
- Datos: Q5763458